# Royal Australian Air Force Museum
Royal Australian Air Force Museum – muzeum Australijskich Sił Powietrznych (RAAF) mieszczące się na terenie bazy RAAF Williams w Point Cook na przedmieściach Melbourne. Muzeum zostało otwarte w 1952 roku.
Muzeum posiada bogatą kolekcję samolotów używanych przez australijskie siły powietrzne podczas obu wojen światowych, wojny w Korei i Wietnamie. Muzeum mieści się w historycznym miejscu związanym z powstaniem RAAF, to tutaj miał miejsce pierwszy start samolotu na terytorium Australii 1 marca 1914 roku i to tutaj również parę godzin po pierwszym locie miała miejsce pierwsza kraksa. Muzeum obok samolotów i śmigłowców posiada bogatą kolekcję zdjęć i dokumentów udostępnianych zainteresowanym.